# Eden - Un pianeta da salvare
Eden - Un pianeta da salvare è un rotocalco televisivo dedicato al mondo "green", in onda dal 9 ottobre 2019 su LA7 e condotto da Licia Colò.

## Descrizione
Eden è un programma a vocazione ambientalista. Si occupa di cambiamenti climatici, del tema  dell'inquinamento e della carenza d'acqua attraverso viaggi in vari luoghi del pianeta. Inoltre nella trasmissione sono presenti anche documentari di viaggio girati in tutte le parti del mondo. 
Il programma è andato in onda in prima serata il lunedì fino al 2020 e dal 2021 il sabato sera. Nel 2024 è stato trasmesso nuovamente il sabato e poi la domenica, sempre in prima serata.

## Edizioni
| Edizione | Anno      | Conduzione | Periodo          | Periodo           | Puntate | Collocazione |
| Edizione | Anno      | Conduzione | Inizio           | Fine              | Puntate | Collocazione |
| -------- | --------- | ---------- | ---------------- | ----------------- | ------- | ------------ |
| 1ª       | 2019-2020 | Licia Colò | 9 ottobre 2019   | 31 agosto 2020    | 16      | Prima serata |
| 2ª       | 2021      | Licia Colò | 9 gennaio 2021   | 6 settembre 2021  | 31      | Prima serata |
| 3ª       | 2022      | Licia Colò | 12 febbraio 2022 | 17 dicembre 2022  | 57      | Prima serata |
| 4ª       | 2023      | Licia Colò | 30 gennaio 2023  | 27 maggio 2023    | 12      | Prima serata |
| 5ª       | 2024      | Licia Colò | 21 giugno 2024   | 29 settembre 2024 | 9       | Prima serata |

## Audience
| Edizione | Rete televisiva | Anno      | Programmazione | Programmazione | Programmazione | Programmazione | Programmazione | Programmazione | Programmazione | Collocazione | Telespettatori | Share |
| Edizione | Rete televisiva | Anno      | L              | M              | M              | G              | V              | S              | D              | Collocazione | Telespettatori | Share |
| -------- | --------------- | --------- | -------------- | -------------- | -------------- | -------------- | -------------- | -------------- | -------------- | ------------ | -------------- | ----- |
| 1ª       | LA7             | 2019-2020 |                |                |                |                |                |                |                | prima serata | -              | 2,5%  |
| 2ª       | LA7             | 2021      |                |                | N.D.           | N.D.           |                |                |                | prima serata |                |       |
| 3ª       | LA7             | 2022      |                |                | N.D.           | N.D.           |                |                |                | prima serata |                |       |
| 4ª       | LA7             | 2023      |                |                | N.D.           | N.D.           |                |                |                | prima serata |                |       |
| 5ª       | LA7             | 2024      |                |                | N.D.           | N.D.           |                |                |                | prima serata |                |       |

## Riconoscimenti
- 2020 - Premio Flaiano[3]
  - Miglior programma culturale a Licia Colò